# Le Meix-Saint-Epoing
Le Meix-Saint-Epoing est une commune française, située dans le département de la Marne en région Grand Est.

## Géographie
| La Noue                       | Mœurs-Verdey      |        |
| Esternay, Châtillon-sur-Morin | Meix-Saint-Epoing | Vindey |
| La Forestière                 | Barbonne-Fayel    | Saudoy |

### Transports
La gare du Meix-Saint-Epoing était desservie par la ligne SNCF Paris - Sézanne. Venant de Paris, la station précédente était Esternay, la suivant le terminus Sézanne. 

### Hydrographie

#### Réseau hydrographique
La commune est dans la région hydrographique « la Seine de sa source au confluent de l'Oise (exclu) » au sein du bassin Seine-Normandie. Elle est drainée par le Grand Morin, la Noxe, le cours d'eau 01 de la commune du Meix-Saint-Epoing, le cours d'eau 01 des Ruisselots, le Fossé 01 de la commune de la Forestière, le Fossé 01 des Cercliers, le Fossé 01 du Tapeodl, le Fossé 02 de la commune de la Forestière, le Fossé 02 du Bois de Saudoy, le Fossé 06 de la commune de la Forestière, les Ruisselots, divers bras du Grand Morin et divers autres petits cours d'eau,.
Le Grand Morin, d'une longueur de 118 km, prend sa source dans la commune de Lachy et se jette  dans la Marne à Condé-Sainte-Libiaire, après avoir traversé 37 communes. 
La Noxe, d'une longueur de 33 km, prend sa source dans la commune et se jette dans la Seine à Nogent-sur-Seine, après avoir traversé huit communes. 

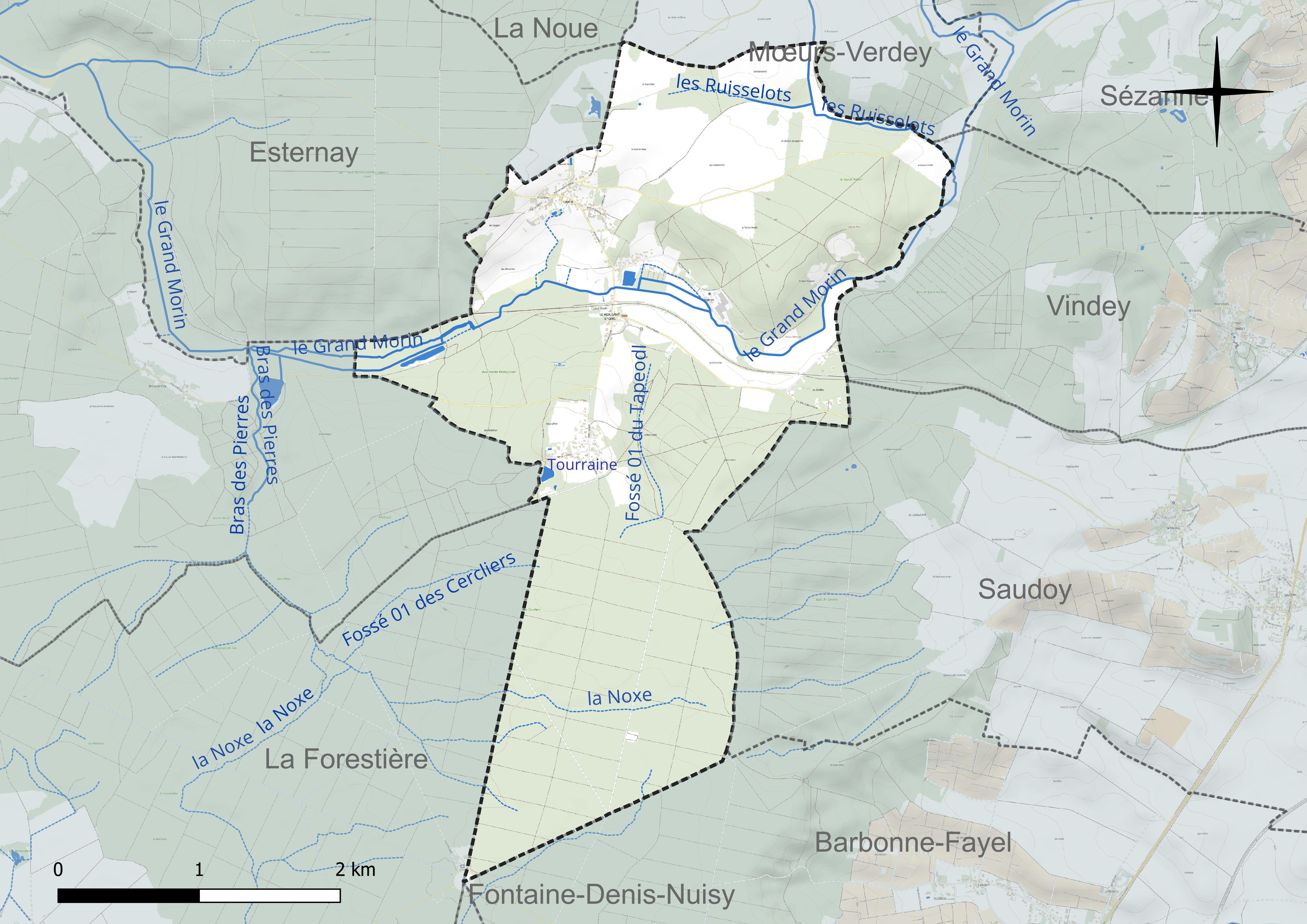
Réseau hydrographique du Meix-Saint-Epoing.

Deux plans d'eau complètent le réseau hydrographique : le plan d'eau 1 du Bois de Sainte-Radegonde (1,1 ha) et Tourraine (0,6 ha),.

#### Gestion et qualité des eaux
Le territoire communal est couvert par le schéma d'aménagement et de gestion des eaux (SAGE) « Bassée Voulzie ». Ce document de planification concerne le territoire du bassin versant de l'Armançon qui s’étend sur 1 710 km2 et se répartit sur trois départements (l'Aube, l'Yonne et la Marne). Le périmètre a été arrêté le 2 septembre 2016, le diagnostic  a été validé le 29 novembre 20220. La structure porteuse de l'élaboration et de la mise en œuvre est le Syndicat mixte ouvert de l’eau potable, de l’assainissement collectif, de l’assainissement non collectif, des milieux aquatiques et de la démoustication (SDDEA). 
La qualité des cours d’eau peut être consultée sur un site dédié géré par les agences de l’eau et l’Agence française pour la biodiversité. 

### Climat
Pour des articles plus généraux, voir Climat du Grand Est et Climat de la Marne.
En 2010, le climat de la commune est de type climat océanique dégradé des plaines du Centre et du Nord, selon une étude du Centre national de la recherche scientifique s'appuyant sur une série de données couvrant la période 1971-2000. En 2020, Météo-France publie une typologie des climats de la France métropolitaine dans laquelle la commune est exposée à un climat océanique altéré et est dans la région climatique  Nord-est du bassin Parisien, caractérisée par un ensoleillement médiocre, une pluviométrie moyenne régulièrement répartie au cours de l’année et un hiver froid (3 °C). 
Pour la période 1971-2000, la température annuelle moyenne est de 10,3 °C, avec une amplitude thermique annuelle de 15,3 °C. Le cumul annuel moyen de précipitations est de 769 mm, avec 12,2 jours de précipitations en janvier et 8 jours en juillet. Pour la période 1991-2020, la température moyenne annuelle observée sur la station météorologique de Météo-France la plus proche, « Esternay-Man », sur la commune d'Esternay à 7 km à vol d'oiseau, est de 10,9 °C et le cumul annuel moyen de précipitations est de 780,5 mm. 
La température maximale relevée sur cette station est de 42,5 °C, atteinte le 25 juillet 2019 ; la température minimale est de −25 °C, atteinte le 14 février 1956,,. 
Les paramètres climatiques de la commune ont été estimés pour le milieu du siècle (2041-2070) selon différents scénarios d'émission de gaz à effet de serre à partir des nouvelles projections climatiques de référence DRIAS-2020. Ils sont consultables sur un site dédié publié par Météo-France en novembre 2022.

## Urbanisme

### Typologie
Au 1er janvier 2024, Le Meix-Saint-Epoing est catégorisée commune rurale à habitat dispersé, selon la nouvelle grille communale de densité à sept niveaux définie par l'Insee en 2022.
Elle est située hors unité urbaine. Par ailleurs la commune fait partie de l'aire d'attraction de Sézanne, dont elle est une commune de la couronne,. Cette aire, qui regroupe 37 communes, est catégorisée dans les aires de moins de 50 000 habitants,.

### Occupation des sols
L'occupation des sols de la commune, telle qu'elle ressort de la base de données européenne d’occupation biophysique des sols Corine Land Cover (CLC), est marquée par l'importance des forêts et milieux semi-naturels (71,1 % en 2018), une proportion identique à celle de 1990 (71,1 %). La répartition détaillée en 2018 est la suivante : 
forêts (67,1 %), terres arables (20,7 %), zones agricoles hétérogènes (5,3 %), milieux à végétation arbustive et/ou herbacée (4 %), zones urbanisées (2,2 %), prairies (0,7 %). L'évolution de l’occupation des sols de la commune et de ses infrastructures peut être observée sur les différentes représentations cartographiques du territoire : la carte de Cassini (XVIIIe siècle), la carte d'état-major (1820-1866) et les cartes ou photos aériennes de l'IGN pour la période actuelle (1950 à aujourd'hui).

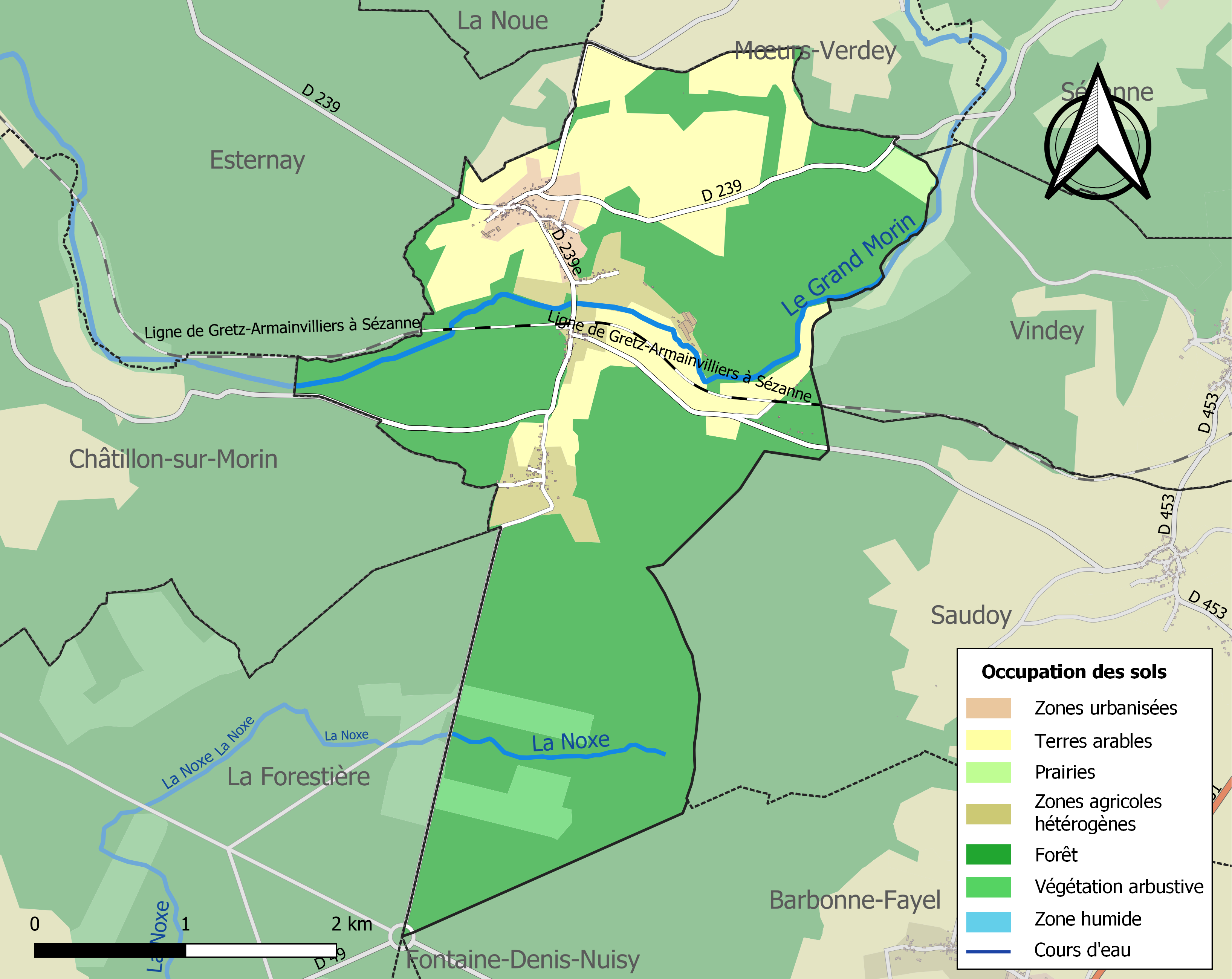
Carte des infrastructures et de l'occupation des sols de la commune en 2018 (CLC).

## Toponymie
Le nom de la localité est attesté sous les formes Ad illo Manso super fluvium Mogra (813) ; Villa que dicitur Agilli Mansio (1135) ; Mesus (vers 1222) ; Mansus Sancti Spani (1232) ; Masus (1274) ; Le Mées, la ville du Mées-Saint-Espoin (1324) ; Masus Sancti Yspani (1407) ; Mazus Sancti Hispani (1443) ; Meix-Sainct-Espoing (1516) ; Le Meiz-Sainct-Espoind (1524) ; Le Meix-Saint-Espoint (1720).

De l'oïl més, meis, « maison de campagne , ferme », « la maison du saint espagnol au dessus de la rivière  Morin ».

## Histoire
Sur la carte de Cassini, Le Meix-Saint-Epoing est orthographié St-Epain.

## Politique et administration
| Période                                  | Période | Identité        | Étiquette | Qualité                         |
| ---------------------------------------- | ------- | --------------- | --------- | ------------------------------- |
| Les données manquantes sont à compléter. |         |                 |           |                                 |
| avant 1995                               | 1995    | Bernard Morel   |           |                                 |
| 1995                                     | 2001    | Michel Jacquard |           |                                 |
| 2001                                     | 2020    | Pascal Podolec  |           | Réélu pour le mandat 2014-2020, |

## Démographie
L'évolution du nombre d'habitants est connue à travers les recensements de la population effectués dans la commune depuis 1793. Pour les communes de moins de 10 000 habitants, une enquête de recensement portant sur toute la population est réalisée tous les cinq ans, les populations de référence des années intermédiaires étant quant à elles estimées par interpolation ou extrapolation. Pour la commune, le premier recensement exhaustif entrant dans le cadre du nouveau dispositif a été réalisé en 2008.

En 2022, la commune comptait 295 habitants, en évolution de +8,46 % par rapport à 2016 (Marne : −1,19 %, France hors Mayotte : +2,11 %).
| 1793 | 1800 | 1806 | 1821 | 1831 | 1836 | 1841 | 1846 | 1851 |
| ---- | ---- | ---- | ---- | ---- | ---- | ---- | ---- | ---- |
| 291  | 285  | 232  | 277  | 295  | 319  | 284  | 282  | 286  |

| 1856 | 1861 | 1866 | 1872 | 1876 | 1881 | 1886 | 1891 | 1896 |
| ---- | ---- | ---- | ---- | ---- | ---- | ---- | ---- | ---- |
| 258  | 259  | 273  | 267  | 263  | 262  | 287  | 275  | 252  |

| 1901 | 1906 | 1911 | 1921 | 1926 | 1931 | 1936 | 1946 | 1954 |
| ---- | ---- | ---- | ---- | ---- | ---- | ---- | ---- | ---- |
| 268  | 252  | 235  | 247  | 304  | 284  | 235  | 217  | 225  |

| 1962 | 1968 | 1975 | 1982 | 1990 | 1999 | 2006 | 2008 | 2013 |
| ---- | ---- | ---- | ---- | ---- | ---- | ---- | ---- | ---- |
| 250  | 208  | 213  | 193  | 217  | 222  | 242  | 245  | 271  |

| 2018 | 2022 | - | - | - | - | - | - | - |
| ---- | ---- | - | - | - | - | - | - | - |
| 291  | 295  | - | - | - | - | - | - | - |

## Lieux et monuments
- Fontaine de Sainte-Radegonde : située depuis la route qui conduit du Meix vers Touraine, dans le bois qui se situe à droite. La fontaine se trouve à l'emplacement présumé d'un château et de sa chapelle, démolis il y a trois siècles environ. Une statue récente symbolise sainte Radegonde, reine des Francs, épouse de Clotaire Ier, fils de Clovis Ier.